# Індійський похід (1801)

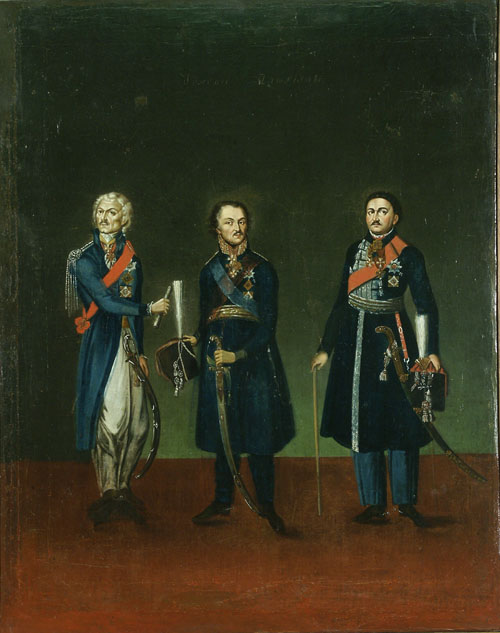
Три козачих отамана початку XIX століття

Індійський похід — секретний проєкт спільної операції по захопленню Британської Індії, який в 1801 році готували Павло I і Наполеон Бонапарт. Сам проєкт був оприлюднений в 1840 році, деякий час вважався містифікацією, так як у листуванні імператорів та інших документах павлівського правління, у тому числі дипломатичних, немає ніяких слідів обговорення подібної ідеї.
Незадовго до загибелі Павло I відрядив військо Донське на завоювання Бухарського і Хівинського ханств. Цей похід історики зазвичай розглядають у зв'язку з російсько-французькою навалою на Індію, що не відбулася, як «проєкт фантастичний, утопічний, нереальний».

## Дипломатична підоснова
Росія вийшла з Другої антифранцузької коаліції через протирічя зі своїми союзниками. Невдача спільного з Великою Британією вторгнення в Нідерланди поклала початок розриву, а окупація англійцями Мальти розгнівала Павла I, який гордився титулом Великого магістра Мальтійського ордена. Він швидко розірвав дипломатичні відносини з Лондоном і увійшов в союз з Наполеоном, який ще в 1797 році заявляв про намір завдати удару по Британській Індії.

## План дій
В 1840 р. в Парижі була опублікована «Пам'ятна записка Лейбніца Людовику XIV про завоювання Індії з передмовою і зауваженнями Гоффмана, з додатком проєкту сухопутної експедиції в Індію за домовленістю між першим консулом та імператором Павлом I на початку цього століття». Російський переклад цього документа з'явився у 1847 році.
Секретний план експедиції передбачав спільні операції двох піхотних корпусів — одного французького (з артилерійською підтримкою) і одного російського. Кожен піхотний корпус складався з 35 000 чоловік, загальна кількість людей повинно було досягти 70 000, не рахуючи артилерії і козацької кінноти. Павло наполягав, щоб командування французьким корпусом було доручено генералу Массена. Індійський похід повинен був нагадувати Єгипетський похід Бонапарта: разом з солдатами відправлялися інженери, художники, науковці.
За планом французьке військо повинно було перейти Дунай і Чорне море, пройти через Південну Росію, зупиняючись у Таганрозі, Царицині і Астрахані. Об'єднатися з російським військом французи повинні були в гирлі Волги. Після цього обидва корпуси перетинали Каспійське море і висаджувалися в перському порту Астрабад. Вся переправа з Франції в Астрабад за підрахунками займала вісімдесят днів. Наступні п'ятдесят днів займав похід через Кандагар і Герат, і до вересня того ж року планувалося досягти Індії.
Стверджувалося, що план спільного наступу на Індію розробив Наполеон і прислав до двору Павла разом зі своєю довіреною особою Дюроком. Між тим Дюрок відвідав Петербург вже після загибелі Павла. Подібні нестиковки дозволили історику Д. А. Милютину розцінити проєкт як містифікацію. На ту ж думку наводить і відсутність у російських архівах яких би то не було підтверджень ведення переговорів з французами про спільні дії в Індії. Судячи з того, що на таке грандіозне підприємство відводилося всього 120—130 днів, проєкт являє собою «сиру» заготовку, яка перебувала в стадії обговорення.

## Середньоазіатський похід
У січні 1801 року козачий отаман Василь Орлов отримав наказ вести кінноту до кордону з Індією. Щоб досягти Індії, козакам належало перетнути всі простори Середньої Азії, хребти Паміру та інші території, населені не завжди дружніми народами. Уявлення про території попереду були досить смутними. «Карти мої йдуть тільки до Хіви і до Амурської річки, а далі ваше вже ваша справа дістати відомості до закладів англійських і до Індіанських народів, підвладних їм», — інструктував імператор Орлова.
Підготовка до походу не велася, рішення було прийняте імператором експромтом і здивувало навіть найбільш високопоставлених сановників. Набагато більш ретельно організовані середньоазіатські походи Бековича-Черкаського (1717) та Перовського (1839) закінчилися невдало. Тим не менше 28 лютого 1801 року Донське військо рушило в напрямку Оренбурга. У березні воно досягло Волги в Саратовській губернії. У тому ж місяці був убитий Павло I. Як тільки це сталося, козакам був відданий наказ припинити похід і повернутися на Дон.

## Велика гра
Звістки про намір росіян вторгнутися в Індію дуже стурбували британський уряд і сприяли виникненню суперництва за внутрішню Азію, яке отримало згодом назву «великої гри». Відомо, що англійський уряд, прагнучи уникнути війни з Росією, субсидіював змову проти Павла через посланця в Петербурзі, лорда Вітворта.
Для тиску на велику Британію з Самарканда в бік Індії виступили полк піхоти і саперів і полк оренбурзьких козаків. Однак незабаром був укладений мирний договір, а частина загону зупинилася в кишлаку Джам (64 версти від Самарканда), де багато військовослужбовців загинуло від холери.